# 민족민주연맹

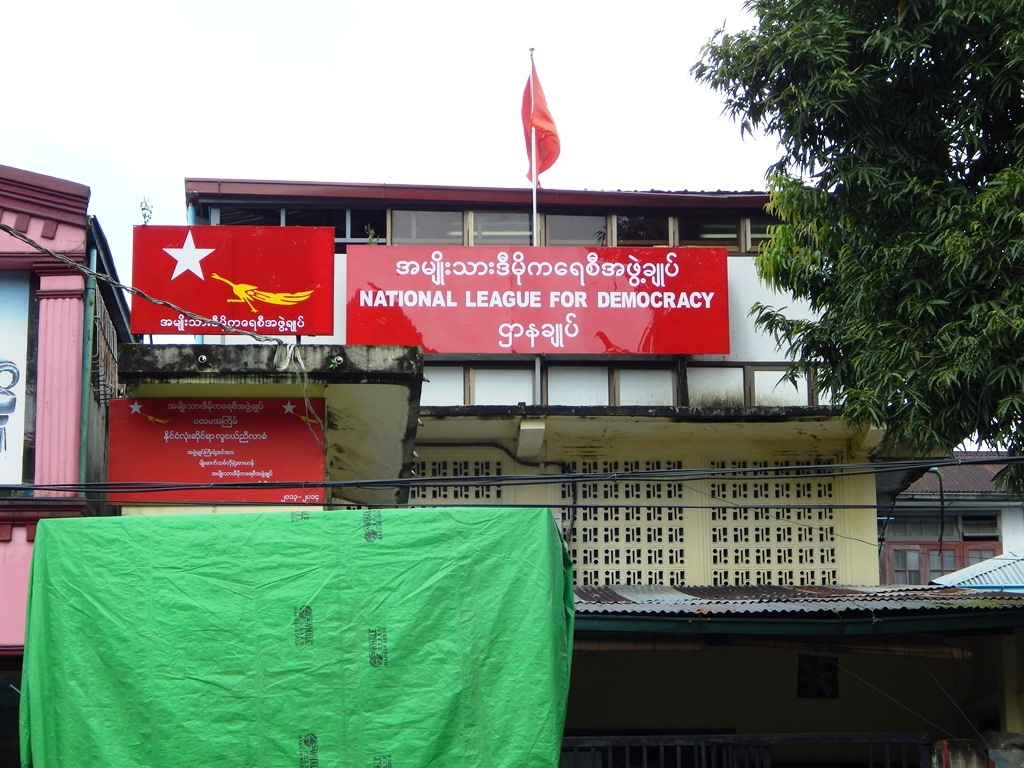
양곤에 위치한 민족민주연맹의 중앙 당사

민족민주연맹(버마어: အမျိုးသား ဒီမိုကရေစီ အဖွဲ့ချုပ်, 영어: National League for Democracy, NLD)은 1988년 9월 27일에 창당된 미얀마의 정당이다. 이 정당은 얼마 전까지만 해도 미얀마의 주요 야당 중 하나였으나, 2015년 11월 13일 2015년 미얀마 총선거에서 집권하여 여당이 되었다. 과거 민족민주연맹은 군사정권 하의 1990년 총선거에서 80%의 의석을 획득하여 다수당이 되었으나, 군부는 선거를 무효화하고 민족민주연맹 간부와 의원 다수를 투옥시켰다.
2020년 총선에서 군부의 헌법 개정 거부로 불만을 가진 대중들의 지지로 하원에 80%, 상원에 60%가 넘는 압도적인 의석을 흭득하여 집권 여당이 되었으나, 2021년 쿠데타로 인하여 사실상 권력을 빼앗겨 위기를 맞고 있다가 같은 해 5월 21일, 미얀마 군사정부의 산하 기구인 국가통치평의회가 임명한 통합선거관리위원회와 전국정당연석회의에 의해 부정선거 혐의로 정당등록 취소 및 강제해산 위기에 처해있으며, 국가통치평의회는 민족민주연맹 지도급 인사들을 국가반역죄로 처벌할 것이라고 공식적으로 발표했다.

## 역대 선거 결과

### 역대 총선
| 년도 | 하원 득표수 | 하원 득표율 | 하원 의석 | 상원 득표수 | 상원 득표율 | 상원 의석 |
| ---- | ----------- | ----------- | --------- | ----------- | ----------- | --------- |
| 1990 | 7,934,622   | 59.87%      | 392 / 492 |             |             |           |
| 2010 | -           | 0%          | 0 / 440   | -           | 0%          | 0 / 224   |
| 2012 | -           | 0%          | 37 / 440  | -           | 0%          | 4 / 224   |
| 2015 | 12,657,818  | 57.06%      | 255 / 440 | -           | 0%          | 135 / 224 |
| 2020 | -           | 0%          | 258 / 440 | -           | 0%          | 138 / 224 |

## 같이 보기
- 국가평화발전평의회
- 미얀마 국민통합정부